# Teorie rozwoju społecznego
Teorie rozwoju społecznego – teorie z zakresu socjologii i antropologii mające na celu wyjaśnienie przyczyn i przebiegu procesu rozwoju społecznego.

## Dyfuzjonizm
Koncepcje dyfuzjonistyczne skupiają czynniki kształtujące rozwój społeczny wokół rozwoju kultury, dokładniej wokół dyfuzji kulturowej. Proces przenikania się wzorców kulturowych między społeczeństwami, komunikacja międzykulturowa, konflikty czy migracja ludności powodują stopniową zmianę w zakresie kultury, co w dłuższej perspektywie wiąże się z rozwojem społeczeństwa w pozostałych aspektach, prowadząc do szerszych zmian społecznych.

## Ewolucjonizm

### Teoria postępu
Teoria postępu jest wytworem oświeceniowej filozofii społecznej. Cechuje ją wiara w postęp społeczny, a więc w stopniowy pozytywny rozwój ludzkości w pewnym kierunku. Można wyróżnić konkretne etapy postępu i zgodnie z nimi oceniać poszczególne społeczeństwa. Teoria postępu była istotnym elementem wczesnej myśli socjologicznej, szczególnie ewolucjonizmu i teorii modernizacji. W drugiej połowie XX wieku nastąpiło odejście od idei postępu.

### Klasyczny ewolucjonizm
Ukształtowany w XIX wieku ewolucjonizm klasyczny (inaczej nazywany unilinearnym) formułował koncepcję rozwoju jako długotrwałego i jednorodnego procesu, przez który przechodzą wszystkie społeczeństwa, choć nie wszystkie w tym samym tempie. Stosując metodę porównawczą, ewolucjoniści starali się opisać etapy rozwoju społeczeństw i wskazać kierunek postępu. Rozwój idei ewolucjonizmu unilinearnego wiązać można z Augustem Comte i Herbertem Spencerem.

### Neoewolucjonizm
Stanowi współczesny nurt ukształtowany po II wojnie światowej. W swych poglądach neoewolucjoniści odwołują się do klasycznego, unilinearnego ewolucjonizmu, odrzucają oni jednak przekonanie, że przez procesy ewolucji przechodzą wszystkie społeczeństwa w jednakowy sposób.

### Teoria modernizacji
Teoria modernizacji stara się opisać sposób w jaki społeczeństwa dochodzą do stadium społeczeństwa nowoczesnego. Celem teorii modernizacji było wskazanie działań, które powinny podjąć społeczeństwa zacofane (np. kraje Trzeciego Świata), aby stać się nowoczesne. Teoria modernizacji została poddana krytyce ze strony teorii dependencji zgodnie z którą nowoczesne i bogate społeczeństwa utrzymują w zacofaniu kraje biedniejsze. Kraje te nie mogą więc w prosty sposób się unowocześnić, bez zerwania związków z krajami bogatymi. Teoria modernizacji jest również krytykowana ze strony teorii systemów światów, zgodnie z którą współczesny świat stanowi jeden kapitalistyczny system-świat, w którym centrum trwale uzależnia i wykorzystuje peryferie.

## Teorie rozwoju cyklicznego
Teorie cyklicznej zmiany społecznej wskazują, że rozwój społeczny nie ma charakteru otwartego, lecz cykliczny, a społeczeństwa przechodzą przez powtarzające się, podobne stadia rozwojowe. Do tego typu teorii należy np. teoria Pitirima Sorokina, a także niektóre teorie cywilizacji, np. Arnolda Toynbeego.

## Marksistowska teoria rozwoju
Teoria marksistowska ma charakter materialistyczny, wskazując, że wszelka zmiana społeczna ma swoje źródło w przemianach stosunków produkcji. Klasy społeczne mające różne pozycje w procesie produkcji toczą ze sobą walkę klasową, będącą głównym motorem rozwoju społecznego. Jakościowa zmiana społeczna nie zachodzi poprzez ewolucję, lecz ma charakter rewolucyjny. Marksizm podziela wiele poglądów klasycznego ewolucjonizmu, np. wiarę w obiektywne prawa historii, czy w uniwersalne stadia ewolucji społeczeństw.